# عشائر العراق (كتاب)
موسوعة عشائر العراق كتاب ضخم من أربعة مجلدات، تم تأليفه في النصف الأول من القرن العشرين الميلادي، من قبل الأستاذ المؤرّخ الأديب المحامي عباس العزاوي عن تاريخ وأنساب العشائر العربية العراقية البدويّة، والريفيّة (الشاويّة)، وعن العشائر  الكردية. وامتدادها الطبيعي في سوريا، ويُعدّ الكتاب من أقوى المراجع في هذا الشأن.

## طبعات
طُبع الكتاب عدة طبعات، منها:
1. طبعة المؤلف، وهي بـ 4 مجلدات:
  1. الجزء الأول، طُبع في مطبعة بغداد عام 1937.[4]
  2. الجزء الثاني، طُبع في مطبعة المعارف عام 1947.[5]
  3. الجزء الثالث، طُبع في شركة التجارة والطباعة المحدودة عام 1955.[6]
  4. الجزء الرابع، طُبع في شركة التجارة والطباعة المحدودة عام 1956.[7]
2. طبعة الدار العربية للموسوعات، وهي بـ 4 مجلدات، وموسومة بعنوان (موسوعة عشائر العراق) عام 2005.[8]

## المجلد الأول
صدر هذا المجلّد بعنوان : (موسوعة عشائر العراق القديمة والبدوية الحاضرة، يبحث عن القبائل القديمة مُجملًا وعن البدوية الحاضرة، وما يتعلق بعرفها وأنسابها وسائر أحوالها، وتكلم فيه عن القبائل العربية القديمة مثل : مضر وربيعة وإياد وأنمار ووما تفرّع منها من قبائل، وعن حمير وكهلان وما تفرع منها من قبائل كمذحج وزُبيد وطيء والأزد وقضاعة وغيرها.
وكذلك تكلم عن العشائر العراقية التي كانت ما زالت تتبع نمط البدو الرحل في وقته، ولمّا تتحضّر وتسكن الأرياف بعد. كبعض أقسام قبائل شمر وعنزة والظفير.

## المجلّد الثاني
صدر هذا المجلد بعنوان :(موسوعة عشائر العراق، أهل الأرياف، يبحث في العشائر الزُبيديّة والطائيّة وأحوالها وأنسابها، والعشائر المُلحقة بها، أو التي تساكنها وسائر ما يبصُر بعناصرها المهمة).
وتكلم فيه عن القبائل الريفيّة ( الشاوية ) ذات النسب القحطاني : الزُبيدي والطائي، والتي كانت عندما ألّف كتابه قد تحوّلت من نمط البدو الرحل إلى نمط البدو نصف الرُّحَّل، وهجرت البادية جزئيًّا أو كُليًا، وجنحت نحو حياة الريف الزراعية. ومن بعض هذه القبائل والعشائر التي ذكرها : الجبور  وطيء والعقيدات وشمّر الجرباء وشمر طوقة وزوبع الشمرية والمسعود الشمرية  والدليم  والجغايفة والجوذر يرجعون إلى الجبور والعزة (قبيلة المؤرخ عباس العزاوي مؤلف هذه الموسوعة) والجنابيين وعموم إمارة زبيد وبني لام والجحيش وغيرها الكثير.

## المجلد الثالث
صدر هذا المجلّد بعنوان : (موسوعة عشائر العراق، أهل الأرياف، يبحث في المنتفق وربيعة وكعب وإمارة كل منها، وقيس وعبادة وبني تميم، وبني هاشم، وما يمت إليها من العدنانية، أو يساكنها، مع بيان أحوالها العامة، وسائر ما يبصُر بها).
وتكلم فيه عن القبائل الريفيّة ( الشاوية ) ذات النسب العدناني، والتي كانت عندما ألّف كتابه قد تحوّلت من نمط البدو الرُّحَّل إلى نمط  البدو نصف الرُّحَّل، وهجرت البادية جزئيًّا أو كُليًا، وجنحت نحو حياة الريف الزراعية. ومن بعض هذه القبائل والعشائر التي ذكرها : إمارة المنتفق وعشائرها، وإمارة ربيعة وعشائرها، إمارة كعب وعشائرها، بني تميم،  قيس عيلان، بني هاشم وعبادة التي يتفرع منها ألبو ناصر (عشيرة الرئيس العراقي السابق صدام حسين المجيد)، وغيرها الكثير.

## المجلد الرابع
صدر هذا المجلد بعنوان :(موسوعة عشائر العراق الكردية، يبحث في أصل العشائر الكردية وتفرعاتها، ومواطن سكناها وما يتعلق بسائر أحوالها التاريخية والحاضرة).
وتكلم فيه عن عموم العشائر الكردية الكريمة في سوريا والعراق، مثل قبائل الجاف والهماوند والكلالية وكشكي وهاورامان وايل غواره وبيشدر (بيزدر) وبلباس وآركو وهركي وديزه يي والكاكائية واليزيدية وغيرها الكثير.